# Supremo Autor
Supremo Autor é o segundo álbum de estúdio da cantora Shirley Carvalhaes, lançado no ano de 1978.
Posteriormente foi relançado pela gravadora Glory Records.

## Faixas
1. O Amor de Deus (Márcio Eduardo) - 03:02
2. Não Chores Mais (Atila Júnior) - 02:41
3. Supremo Autor (Milton R. Carvalho) - 04:13
4. O Mártir (Milton R. Carvalho) - 03:42
5. Eu Era Triste (Cirino G. Andrade) - 02:26
6. Lutar e Vencer (Carlos Alberto Souza) - 04:35
7. Por Mim Jesus Sofreu (Márcio Eduardo) - 03:34
8. Jesus, a Porta Aberta (Ruth de Souza) - 03:05
9. Festa no Céu (Atila Júnior) - 02:22
10. Quando Me Sinto Só (Shirley Carvalhaes) - 03:22
11. Perdido Eu Andava (Márcio Eduardo) - 02:46
12. Olho Para os Montes (Paulo C. Reis) - 01:58

## Ficha técnica
- Direção Artística, Musical e Arranjos: Milton R. Carvalho
- Vocal: Equipe "Oasis do Amor"
- Acompanhamento Musical: Conjunto Rocha Eterna
- Participação Especial: Pr. Pedro Carvalhaes
- Coordenação Geral: Gerson de Almeida e Eli de Almeida